# Lil Lotus
Джон Елаяс Віллегрен III (англ. John Elias Villagran III, нар. 1 березня 1994 року, Даллас, Техас, Сполучені Штати Америки), більш відомий як Lil Lotus — американський репер та музикант. За свою кар'єру випустив два студійні альбоми, чотири сольні та три спільні мініальбоми, а також два мініальбоми у складі гурту Boyfriendz і три мініальбоми у складі If I Die First.
Розпочав кар'єру, граючи в декількох місцевих техаських металкор-гуртах, а у 2016 році почав випускати сольну музику. Публікуючи свої пісні на SoundCloud, він потрапив під дедалі більший вплив нової емо-реп-сцени на платформі, що призвело до того, що він узяв собі псевдонім Lil Lotus та налагодив співпрацю з колективом GothBoiClique.

## Біографія
Джон Елаяс Віллегрен III народився у Далласі, штат Техас, у родині віруючих християн, тож у дитинстві разом з батьками часто відвідував місцеву церкву. Батько Джона був музикантом, який познайомив сина з широким спектром музичних стилів, зокрема із джазом, регі та олдіз. На його творчість вплинули такі гурти, як Linkin Park та Paramore, а також різні пісні в стилі емо та хеві-метал. Зрештою, його прийняли до середньої школи музики та мистецтв, де батько став навчати його гри на гітарі. Уже в чотирнадцять років вони з братом виступали в церкві з духовною музикою, що привело його до створення християнського гардкор-гурту. У цьому ж віці він зіграв свій перший концерт у Palladium Ballroom, де виступали Paramore, the Starting Line та the Almost. Він почав підміняти різні гурти на місцевій металкор-сцені, зокрема Be//Gotten і Azurah, а також почав часто вживати наркотики, включаючи ЛСД і Ксанакс. Коли Віллегрену було вісімнадцять, помер його батько, що змусило його піти з дому і жити в машині протягом наступних двох років. Більшу частину цього періоду він жив на парковках у друзів і спілкувався з матір'ю раз на місяць по телефону. Повернувшись додому, він почав перебиватися, організовуючи місцеві концерти та працюючи на заводах вдень. Народження сина Луки змусило його припинити виступи з гуртами і почати займатися сольною музикою.

## Кар'єра

### Сольна кар'єра
Віллегрен почав викладати власну музику в Інтернет у 2016 році. У той час він використовував псевдонім Tremor. Невдовзі він змінив свій його на Lil Lotus, після знайомства з учасниками колективу GothBoiClique Wicca Phase Springs Eternal, Horse Head та Coldhart. Його кар'єра почала стрімко зростати, коли його треки, такі як Run Home та Scared to Die, почали публікувати на таких ютуб-каналах, як Astari. 15 червня 2017 року він випустив мініальбом Bodybag. 14 вересня 2017 року він випустив пісню Ur Dad Has A Gun у співпраці з Shinigami. Кліп на трек Bodybag, за участі Coldhart, був випущений 15 січня 2018 року. З 3 березня по 6 квітня Lil Lotus виступав на розігріві у Nothing,Nowhere в рамках його хедлайн-туру по США разом з Shinigami та Jay-Vee. З 13 по 31 травня він був на розігріві у Senses Fail під час їхнього хедлайнерського туру по США разом з Sharptooth. 10 серпня він випустив спільний мініальбом з Horse Head під назвою I Did This to Myself. Він з'явився на пісні Don't Take Me For Pomegranate гурту I Set My Friends on Fire, що вийшла 7 вересня. З 5 по 9 жовтня він виступав на розігріві у Papa Roach під час їхнього короткого туру по США разом з Of Mice & Men. 31 травня 2019 року він випустив спільний мініальбом з I Set My Friends on Fire. 11 грудня було оголошено, що він підписав контракт з Epitaph Records.
3 лютого 2020 року потрапив на фіт у синглі Promise гурту Tisoki. 21 лютого випустив пісню I Don't Even Like U. 6 квітня він випустив Never Felt Better. 15 травня Джон випустив мініальбом All My Little Scars, Vol. 1, перший з трилогії мініальбомів, випущених протягом 2020 року. Він з'явився на пісні Dead Roses гурту Slit, яка вийшла 31 липня. 3 серпня вийшов мініальбом All My Little Scars Vol. 2. 31 серпня вийшов заключний мініальбом трилогії All My Little Scars. Співпрацював із Danny Goo над піснею So In Love, що вийшла 4 вересня 2020 року. 16 лютого 2021 року випустив сингл Girl Next Door за участю Lil Aaron. 25 травня він випустив сингл Romantic Disaster за участю Chrissy Costanza і анонсував про вихід свого дебютного альбому Errør Bøy. 29 червня він випустив сингл Think of Me Tonight. 1 серпня він випустив сингл Rooftop. Альбом Errør Bøy був офіційно випущений 20 серпня 2021 року.

### Boyfriendz
Наприкінці 2017 року Віллегрен створив гурт Boyfriendz разом із Smrtdeath та Lil Aaron. Вони випустили свій дебютний однойменний мініальбом у грудні 2017 року. Платівка була записана за одну ніч і випущена за тиждень на SoundCloud.
14 лютого 2018 року Boyfriendz випустили свій другий мініальбом під назвою BFZ2.

### If I Die First
У 2020 році заснував гурт If I Die First. Віллегрен є лід-вокалістом гурту, разом з ним грають Lil Zubin (бек-вокал і клавішні) та Nedarb Nagrom (гітара і бек-вокал), гітарист From First to Last Тревіс Ріхтер (гітара і беквокал), а також музиканти, які грають у складі концертного гурту Ghostemane —  Кейл Сейн (барабани) та Нолан Нунес (бас). Їхню музику відносять до стилів металкор, постгардкор і скримо.
Музиканти познайомилися через SoundCloud та постійні відвідування музичного закладу Ріхтера в Лос-Анджелесі, і сформували гурт у квітні 2020. Свою назву вони взяли на честь мініальбому реперки з Філадельфії Chynna Rogers, який називався In Case I Die First. Роджерс, подруга Недарба, померла у квітні 2020 року. 8 липня вони випустили кліп на дебютний сингл Where Needles And Lovers Collide, знятий режисерами Max Beck і Ritcher, та анонсували вихід дебютного мініальбому My Poison Arms. 10 липня відбувся реліз мініальбому, який складався з шести треків. Він був записаний кожним учасником поодинці під час пандемії COVID-19.
30 березня 2021 року гурт анонсував спільний із SeeYouSpaceCowboy мініальбом під назвою A Sure Disaster, реліз якого відбувся 14 травня 2021 року на лейблі Pure Noise Records. Вони також випустили відео на сингл з мініальбому bloodstainedeyes.

## Особисте життя
У Віллегрена є одна дитина, син Лука. Він народився, коли Віллегрену був двадцять один рік, від жінки на ім'я Міранда, з якою він був у стосунках з дев'ятнадцяти років. Пара кілька разів розлучалася і знову сходилася, але в підсумку остаточно розійшлася через два роки, оскільки Міранда вже рік як переїхала до Оклахоми. До 2019 року Віллегрен мав стосунки з реперкою Sage Aquafina, з якою він був заручений і разом з якою придбав будинок у Далласі. До 2020 року пара розлучилася, і це вплинуло на написання низки його наступних пісень.
Згодом у кар'єрі Lil Lotus розвинулася залежність від кокаїну та різних опіатів (переважно оксикодону та фентанілу). З часом він прийшов до тверезості, якої дотримується з літа 2019 року. Після майже року тверезості у нього стався рецидив на три місяці, перш ніж він знову поборов залежність у квітні 2020 року.
У Віллегрена діагностовано біполярний розлад. Він також є відкритим бісексуалом.

## Музичний стиль
Ранню сольну творчість Лотуса критики класифікують як емо-реп, а журнал Hysteria назвав його «одним з найвизначніших представників жанру емо-реп». Однак сам він відхрещується від цього тавра, вважаючи за краще казати, що його музика є просто оновленою версією емо. Його музика часто включає елементи сучасного Р&В, трепу та поппанку. Рецензент Dead Press Тайлер Тернер описав його музику як «розширення меж сучасного емо, не надто глибоко занурюючись у пастку інструментальної бездіяльності».
У своєму дебютному альбомі Error Boy стиль Лотуса наблизився ближче до поппанку.
За його словами, на нього вплинули такі гурти, як The Red Jumpsuit Apparatus, Saosin, Alesana, Escape the Fate, SeeYouSpaceCowboy, та виконавці Wicca Phase Springs Eternal, Horse Head і Cold Hart.

## Дискографія

### Студійні альбоми
- 2021 — Error Boy[en]
- 2023 — Nosebleeder

### Мініальбоми
- 2017 — Bodybag
- 2020 — All My Little Scars, Vol. 1
- 2020 — All My Little Scars, Vol. 2
- 2020 — All My Little Scars, Vol. 3

### Колабораційні проєкти
- 2018 — I Did This to Myself (спільно з Horse Head)
- 2019 — Online Now (спільно з I Set My Friends on Fire)
- 2020 — Bullet  (спільно з Nedarb)

#### У складі Boyfriendz
- 2017 — Boyfriendz
- 2019 — BFZ2

#### У складі If I Die First
- 2020 — My Poison Arms
- 2021 — Bloodstainedeyes (спільно з SeeYouSpaceCowboy)
- 2021 — They Drew Blood